# George Pero
George Pero est un ancien joueur américain de tennis, né le 16 avril 1919 à Miami et mort le 23 mars 1988.

## Palmarès
- Tournoi de Cincinnati : Finaliste en 1947